# Goodwood Trophy 1950
Il Goodwood Trophy 1950 è stata una gara di Formula 1 extra-campionato tenutasi il 30 settembre 1950 sul Circuito di Goodwood, in Gran Bretagna. La corsa, disputatasi su un totale di 12 giri, è stata vinta da Reg Parnell su BRM Tipo 15.

## Gara

### Risultati
| Pos | Nr | Pilota               | Vettura          | Giri | Tempo/Ritiro. |
| --- | -- | -------------------- | ---------------- | ---- | ------------- |
| 1   | 1  | Reg Parnell          | BRM Tipo 15      | 12   | 20'58.4       |
| 2   | 2  | Prince Bira          | Maserati 4CLT/48 | 12   | + 2.0         |
| 3   | 7  | Bob Gerard           | BRM Tipo 15      | 12   | + 41.0        |
| 4   | 3  | Toulo de Graffenried | Maserati 4CLT/48 | 12   | ?             |
| 5   | 14 | Brian Shawe-Taylor   | ERA Tipo B       | 11   | + 1 giro      |
| 6   | 18 | Graham Whitehead     | ERA Tipo B       | 10   | + 2 giri      |
| 7   | 16 | Stirling Moss        | HWM-Alta         | 10   | + 2 giri      |
| 8   | 4  | David Hampshire      | Maserati 4CLT/48 | 10   | + 2 giri      |
| 9   | 5  | Duncan Hamilton      | Maserati 6CM     | 10   | + 2 giri      |
| NC  | 18 | Geoff Richardson     | RRA              | 9    |               |
| NC  | 6  | Johnny Claes         | Talbot-Lago T26C | 9    |               |
| NC  | 8  | Peter Whitehead      | Ferrari 125      | 9    |               |
| Rit | 10 | Gordon Watson        | Alta F2          | ?    | ?             |
| Rit | 11 | Joe Ashmore          | Maserati 4CLT/48 | 1    | ?             |

## Qualifiche

### Risultati
Le qualifiche non furono disputate e la griglia di partenza fu stabilita tramite sorteggio.